# Maria Bailey
Maria Bailey, née le 21 novembre 1975 à Dalkey, un quartier sud de Dublin est une femme politique irlandaise. Elle est élue le 26 février 2016, Teachta Dála dans la circonscription de Dún Laoghaire. elle siège au Dáil Éireann et est membre de la commission du Logement du Plan et du gouvernement local.